# Mihail Kogălniceanu
Mihail Kogălniceanu (- [mihaˈil koɡəlniˈt͡ʃe̯anu] (escutarⓘ); Iaşi, 6 de setembro de 1817 — Paris, 1 de julho de 1891), também conhecido como Mihail Cogâlniceanu e Michel de Kogalnitchan, foi um advogado, historiador, publicista e estadista liberal romeno, nascido na Moldávia. Ocupou o cargo de primeiro-ministro de 24 de outubro de 1863 a 6 de fevereiro de 1865, após a união dos Principados do Danúbio (Moldávia e Valáquia).  

## Carreira
Mais tarde serviu como ministro das Relações Exteriores, sob Carlos I da Romênia. Ele foi várias vezes Ministro do Interior sob Alexandru Ioan Cuza e Carlos I. Um polímata, Kogălniceanu foi um dos intelectuais romenos mais influentes de sua geração. Ao lado da corrente liberal moderada durante a maior parte de sua vida, ele começou sua carreira política como colaborador do Príncipe Mihail Sturdza, enquanto dirigia o Teatro Iași e publicava várias publicações junto com o poeta Vasile Alecsandri e o ativista Ion Ghica. Depois de editar a influente revista Dacia Literară e servir como professor na Academia Mihăileană, Kogălniceanu entrou em conflito com as autoridades por causa de seu discurso inaugural nacionalista romântico de 1843. Ele foi o ideólogo da revolução moldava abortada de 1848, sendo o autor de seu documento principal, Dorințele partidei naționale din Moldova. 
Após a Guerra da Crimeia (1853-1856), com o Príncipe Grigore Alexandru Ghica, Kogălniceanu foi responsável pela redação da legislação para abolir a escravidão cigana. Junto com Alecsandri, ele editou a revista sindicalista Steaua Dunării, desempenhou um papel proeminente durante as eleições para o Divan ad hoc (eram assembleias legislativas e consultivas dos Principados do Danúbio -  Moldávia e Valáquia -, vassalos do Império Otomano) e promoveu com sucesso Cuza, seu amigo de longa data, ao trono. Kogălniceanu avançou com a legislação para revogar as patentes e títulos tradicionais e para secularizar as propriedades dos mosteiros. Seus esforços na reforma agrária resultaram em um voto de censura, levando Cuza a aplicá-los por meio de um golpe de estado em maio de 1864. No entanto, Kogălniceanu renunciou em 1865, após seus próprios conflitos com o monarca.
Uma década depois, ele ajudou a criar o Partido Liberal Nacional, antes de desempenhar um papel importante na decisão da Romênia de entrar na Guerra Russo-Turca de 1877-1878 - escolha que consagrou sua independência. Ele também foi fundamental na aquisição e posterior colonização da região norte de Dobruja. Durante seus últimos anos, ele foi um membro proeminente e ex-presidente da Academia Romena, e por um breve período serviu como representante da Romênia na França.
Está sepultado no Cemitério Eternitatea em Iași.